# Chrysallida minutissima
Chrysallida minutissima is een slakkensoort uit de familie van de Pyramidellidae. De wetenschappelijke naam van de soort is voor het eerst geldig gepubliceerd in 1906 door Dautzenberg & H. Fischer.